# Ellen Widmann
Ellen Widmann, född 15 december 1894 i Biel, Schweiz, död 22 oktober 1985 i Zürich, var en schweizisk skådespelare. Widmann var känd för sin roll som Kommandoran i Emil i Lönneberga och som Frau Beckmann i den tyska filmen M.